# SN 2006sj
SN 2006sj – supernowa typu Ia odkryta 14 listopada 2006 roku w galaktyce A021022-0333. W momencie odkrycia miała maksymalną jasność 23,00m.